# Anton Cerer
Anton Cerer   (Kamnik, 30 d'octubre de 1916 - Cleveland, 25 de maig de 2006) fou un nedador eslovè que va competir sota bandera iugoslava durant les dècades de 1930 i 1940.
El 1936 va prendre part en els Jocs Olímpics d'Estiu de Berlín, on quedà eliminat en sèries en la prova dels 4x200 metres lliures del programa de natació. Dotze anys més tards, una vegada finalitzada la Segona Guerra Mundial, fou cinquè en la cursa dels 200 metres braça del programa de natació.
En el seu palmarès destaquen una medalla de plata i una de bronze en els 200 metres braça del Campionat d'Europa de 1938 i 1947.
Als anys cinquanta va emigrar als Estats Units. Entre el 1983 i el 2002 va competir en la categoria de màsters i va dominar els campionats mundials del seu grup d'edat (per sobre dels 80 anys) en disciplines de braça, papallona i estils. Va morir en relliscar en una piscina de Cleveland, amb 90 anys, mentre s'entrenava per als Campionats Mundials de Màsters.